# Puccinellia chinampoensis
Puccinellia chinampoensis är en gräsart som beskrevs av Jisaburo Ohwi. Puccinellia chinampoensis ingår i släktet saltgrässläktet, och familjen gräs. Inga underarter finns listade i Catalogue of Life.